# Campionats del món de ciclisme urbà – Camp a través per eliminació masculí
El Campionat del món de Camp a través per eliminació masculí és una de les curses ciclistes que formen part dels Campionats del món de ciclisme urbà. La cursa està organitzada per la Unió Ciclista Internacional i es disputa anualment en un país diferent.
La primera edició data del 2012 i fins als 2016, havien format part dels Campionats del món de ciclisme de muntanya i trial. El guanyador de la prova obté el mallot irisat.

## Palmarès
| Any                      | Or                    | Plata              | Bronze              |
| 2012 Saalfelden-Leogang  | Ralph Näf             | Miha Halzer        | Daniel Federspiel   |
| 2013 Pietermaritzburg    | Paul van der Ploeg    | Daniel Federspiel  | Catriel Andrés Soto |
| 2014 Lillehammer-Hafjell | Fabrice Mels          | Emil Lindgren      | Kévin Miquel        |
| 2015 Vallnord            | Daniel Federspiel     | Samuel Gaze        | Simon Gegenheimer   |
| 2016 Nové Město          | Daniel Federspiel     | Simon Gegenheinmer | Fabrice Mels        |
| 2017 Chengdu             | Titouan Perrin-Ganier | Simon Gegenheimer  | Lorenzo Serres      |